# Remchi
Remchi (în arabă الرمشى) este o comună din provincia Tlemcen, Algeria.
Populația comunei este de 46.999 locuitori (2008).